# Hasi vo kakero

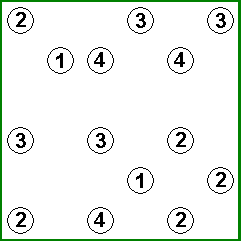

A hasi vo kakero (japánul 橋をかけろ, nyugaton hashi wo kakero; „hídépítés”), hasi vagy bridges néven ismert feladvány a Nikoli által közreadott feladványok közül az egyik legnépszerűbb. Először 1990-ben jelent meg, azóta számos európai országban – mint Hollandia, Dánia és Franciaország – is ismertté vált.

## Szabályai
A játék célja az (egyenes) vonalak berajzolása az ábrába, a következő szabályok betartásával:
- Minden vonal pontosan két szigetet kössön össze,
- A vonalak (a továbbiakban hidak) nem metszhetik egymást,
- Csak vízszintesen vagy függőlegesen futhatnak,
- Két szigetet legfeljebb két híd köthet össze, valamint
- Minden szigetből pontosan annyi híd induljon ki, mint amekkora a szigetre írt szám.

## Lásd még
- szúdoku
- kakuro
- hitori
- hejavake
- nurikabe
- tents
- nonogram
- krimi-barkochba

## Külső hivatkozások
- A Nikoli hivatalos honlapja Archiválva 2013. augusztus 11-i dátummal a Wayback Machine-ben (angolul)
- A hasi vo kakeróról a janko.at-n (németül)
- Feladványok a menneske.orgon (angolul)